# مصعد دلو

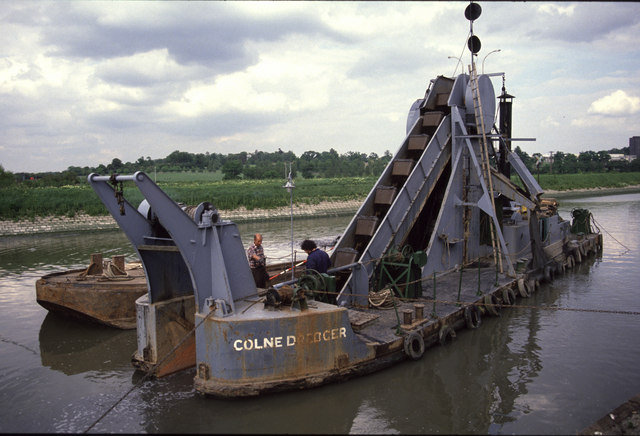
مصعد دلو النهر

مصعد الدلو، هي سلسلة لا متناهية ترتبط بها دلاء لرفع مواد مثل الطين والفحم والحجر أو رماد محرقة أو مواد سائبة قابلة للتدفق مثل الحبوب أو السماد في منحدرات متفاوتة الانحدار من 45 درجة إلى عمودية تقريبًا.
إنها تتكون من:
1. دلاء لاحتواء المواد
2. حزام لحمل الدلاء ونقل السحب
3. وسيلة لقيادة الحزام.
4. إكسسوارات لتحميل الدلاء أو التقاط المواد، لاستلام المواد المفرغة، للحفاظ على شد الحزام وإحاطة المصعد وحمايته.